# Dwergmeeuw
De dwergmeeuw (Hydrocoloeus minutus) is een zeevogel uit de familie van de meeuwen (Laridae). Het broedgebied bevindt zich in het noorden, midden en oosten van Azië en Europa.

## Beschrijving
De vogel is 25–27 cm lang en heeft een spanwijdte van 75–80 cm en weegt 68 tot 133 gram. De dwergmeeuw is -zoals de naam als zegt- een van de kleinste meeuwen. Het is een sierlijke meeuw. In zomerkleed is de dwergmeeuw vaalgrijs met een zwarte kop en lijkt hierdoor vrij veel op de kokmeeuw en de zwartkopmeeuw, maar is beduidend kleiner. In de winter wordt de kop wit afgezien van een donkere kap en oogvlek. De snavel is dun en zwart en de poten zijn donkerrood. De vlucht met de afgeronde vleugels is enigszins sternachtig. Onvolwassen vogels en vogels in winterkleed zijn wat lastiger te onderscheiden. Zij hebben een kenmerkende V-vormige, donkere band over de vleugels. Dit hebben meer soorten meeuwen zoals de Ross meeuw. Daarom moet dan nog gelet worden op het formaat van de vogel en de plaatsing van wit op de vleugels.

Het is de enige soort binnen het geslacht Hydrocoloeus, hoewel gesuggereerd is dat ook de Ross meeuw bij het geslacht ingedeeld zou moeten worden. Tot voor kort werd de dwergmeeuw bij het geslacht Larus ingedeeld, maar aan de hand van onderzoek aan mitochondriaal DNA is gebleken dat hij minder verwant is met de meeuwen uit het genus Larus.

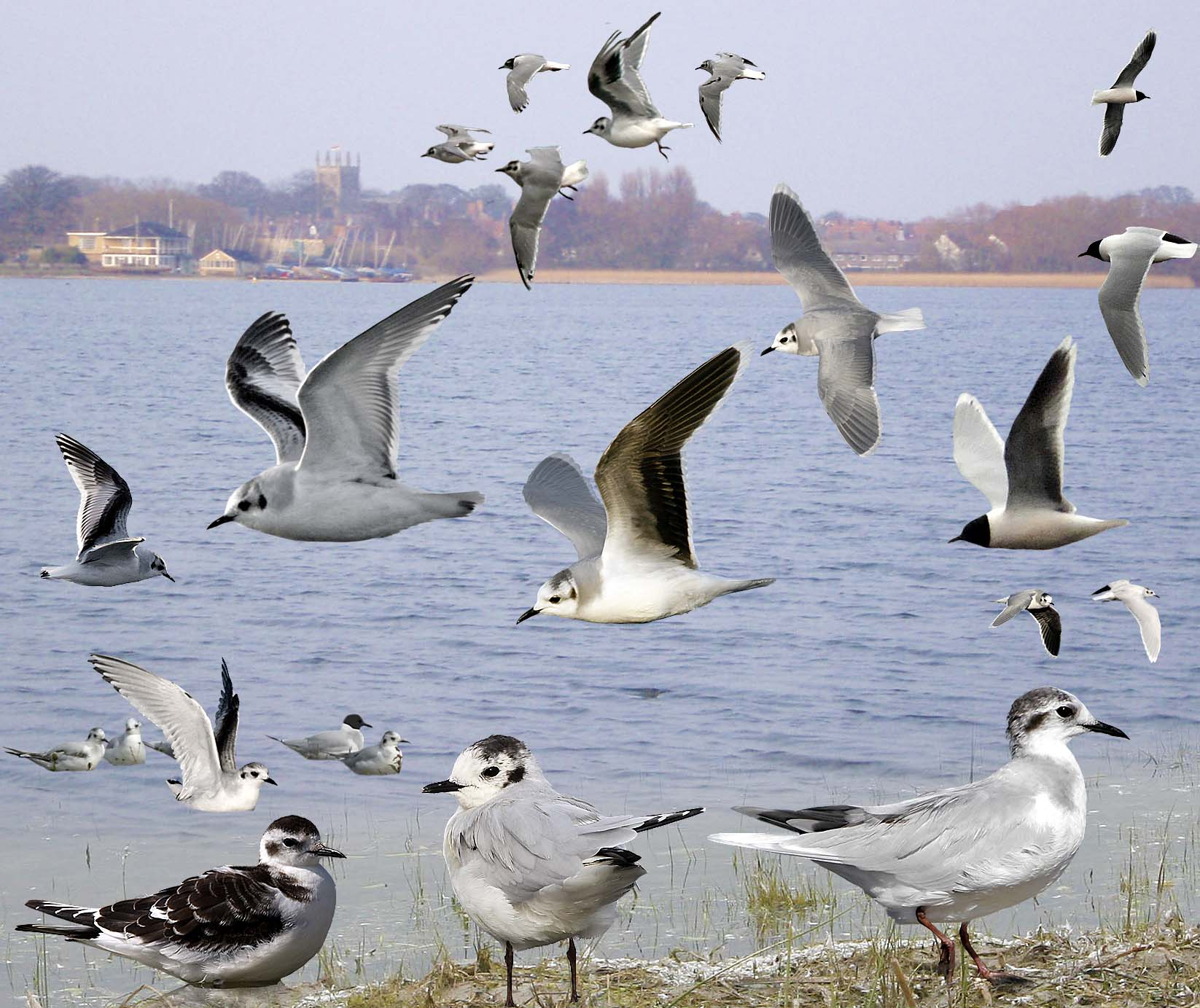
Compositiefoto met de dwergmeeuw in alle verenkleden

## Leefwijze
Het voedsel bestaat uit insecten, maar ook visjes en kreeftjes worden uit het water opgepikt.

## Voortplanting
Deze kolonievormende vogels bouwen hun platte, stevige nest in moerasvegetatie en is gemaakt van drijvende waterplanten. Het bevat meestal 3 zandkleurige tot olijfgroene eieren, die donkerbruin gevlekt zijn.

## Verspreiding en leefgebied
Deze soort komt voor van oostelijk en noordelijk Europa tot in West- en Oost-Siberië en soms ook in Noord-Amerika. Het leefgebied bestaat uit kustgebieden, lagunes, zandstranden en riviermondingen. De vogel broedt voornamelijk in het binnenland verspreid over een groot gebied dat reikt van de subarctis tot aan de gordel van bossen of steppen in de gematigd klimaatzone. Daar broeden zij in zoetwatermeren, rivierdalen en moerassen mits daar rijke oevervegetaties zijn. Plaatselijk zijn er ook kolonies in kustgebieden. De vogel vormt kolonies, vaak samen met kokmeeuwen.

## Verspreiding in Nederland en België
Broedgevallen in de Benelux zijn zeldzaam, maar niet ongewoon. In het jaar 2000 broedde er hoogstens 8 paar in Nederland. Wel wordt de dwergmeeuw in vrij grote aantallen als trekvogel waargenomen, het meest in april-mei en wat minder in oktober en november. Vooral boven het IJsselmeer zijn ze dan te zien.

## Status
Op wereldschaal neemt de vogel mogelijk in aantal toe. In 2006 werd de wereldpopulatie geschat op 97 tot 270 duizend individuen. Daarom staat de dwergmeeuw als niet bedreigd op de internationale Rode Lijst van de IUCN, maar valt wel onder de werking van het AEWA-verdrag.
Omdat het een zeer zeldzame broedvogel in Nederland is, die broedt in een steeds schaarser wordend habitat, staat de dwergmeeuw als ernstig bedreigd op de Nederlandse Rode Lijst. De dwergmeeuw ontbreekt als broedvogel in Vlaanderen en staat daarom niet op de Vlaamse Rode Lijst.

## Video
- Video van dwergmeeuwen